# Hycleus polymorphus
Hycleus polymorphus је врста тврдокрилца из породице мајака (Meloidae). Настањује углавном планинске пределе, у равници је ретка.

## Распрострањење
Присутна је у великом делу Европе, нема је на крајњем северу и на медитеранским острвима. Налази у Србији су релативно малобројни, претежно из планинских крајева.

## Опис
Одрасле јединке су дуге од 11 до 20mm. Тело ових инсеката је издужено и меко, са дугим црним длакама на пронотуму и глави. Цео инсект је црн изузев оранж шара на покрилцима.
Слична је врсти Mylabris variabilis, али она нема мрље пред крај покрилаца.

## Биологија
Одрасле јединке се срећу на цвећу током јула и августа, претежно се хране биљкама из породица Asteraceae и Fabaceae.
Ларве се хране јајима скакаваца.